# Saint-Laure
Saint-Laure est une commune française située dans le département du Puy-de-Dôme, en région Auvergne-Rhône-Alpes. Elle fait partie de l'aire d'attraction de Clermont-Ferrand.

## Géographie

### Localisation
Saint-Laure est située dans la plaine de la Limagne, entre Riom et Maringues.
Quatre communes sont limitrophes :
| Saint-Ignat |             | Maringues |
|             | Saint-Laure |           |
| Entraigues  | Joze        |           |

### Hydrographie
La commune est traversée par le Bédat qui vient de Orcine et conflue au nord avec la Morge, venant de Manzat

### Climat
Pour des articles plus généraux, voir Climat d'Auvergne-Rhône-Alpes et Climat du Puy-de-Dôme.
En 2010, le climat de la commune est de type climat du Bassin du Sud-Ouest, selon une étude du Centre national de la recherche scientifique s'appuyant sur une série de données couvrant la période 1971-2000. En 2020, Météo-France publie une typologie des climats de la France métropolitaine dans laquelle la commune est exposée à un climat de montagne ou de marges de montagne et est dans la région climatique  Nord-est du Massif Central, caractérisée par une pluviométrie annuelle de 800 à 1 200 mm, bien répartie dans l’année. 
Pour la période 1971-2000, la température annuelle moyenne est de 11 °C, avec une amplitude thermique annuelle de 16,5 °C. Le cumul annuel moyen de précipitations est de 702 mm, avec 8 jours de précipitations en janvier et 7,1 jours en juillet. Pour la période 1991-2020, la température moyenne annuelle observée sur la station météorologique de Météo-France la plus proche, « Charmes_sapc », sur la commune de Charmes à 20 km à vol d'oiseau, est de 11,9 °C et le cumul annuel moyen de précipitations est de 675,4 mm,. Pour l'avenir, les paramètres climatiques de la commune estimés pour 2050 selon différents scénarios d'émission de gaz à effet de serre sont consultables sur un site dédié publié par Météo-France en novembre 2022.

## Urbanisme

### Typologie
Au 1er janvier 2024, Saint-Laure est catégorisée bourg rural, selon la nouvelle grille communale de densité à sept niveaux définie par l'Insee en 2022.
Elle est située hors unité urbaine. Par ailleurs la commune fait partie de l'aire d'attraction de Clermont-Ferrand, dont elle est une commune de la couronne,. Cette aire, qui regroupe 209 communes, est catégorisée dans les aires de 200 000 à moins de 700 000 habitants,.

### Occupation des sols
L'occupation des sols de la commune, telle qu'elle ressort de la base de données européenne d’occupation biophysique des sols Corine Land Cover (CLC), est marquée par l'importance des territoires agricoles (93,6 % en 2018), en augmentation par rapport à 1990 (91,5 %). La répartition détaillée en 2018 est la suivante : terres arables (86,7 %), zones agricoles hétérogènes (6,8 %), zones urbanisées (6,4 %). L'évolution de l’occupation des sols de la commune et de ses infrastructures peut être observée sur les différentes représentations cartographiques du territoire : la carte de Cassini (XVIIIe siècle), la carte d'état-major (1820-1866) et les cartes ou photos aériennes de l'IGN pour la période actuelle (1950 à aujourd'hui).

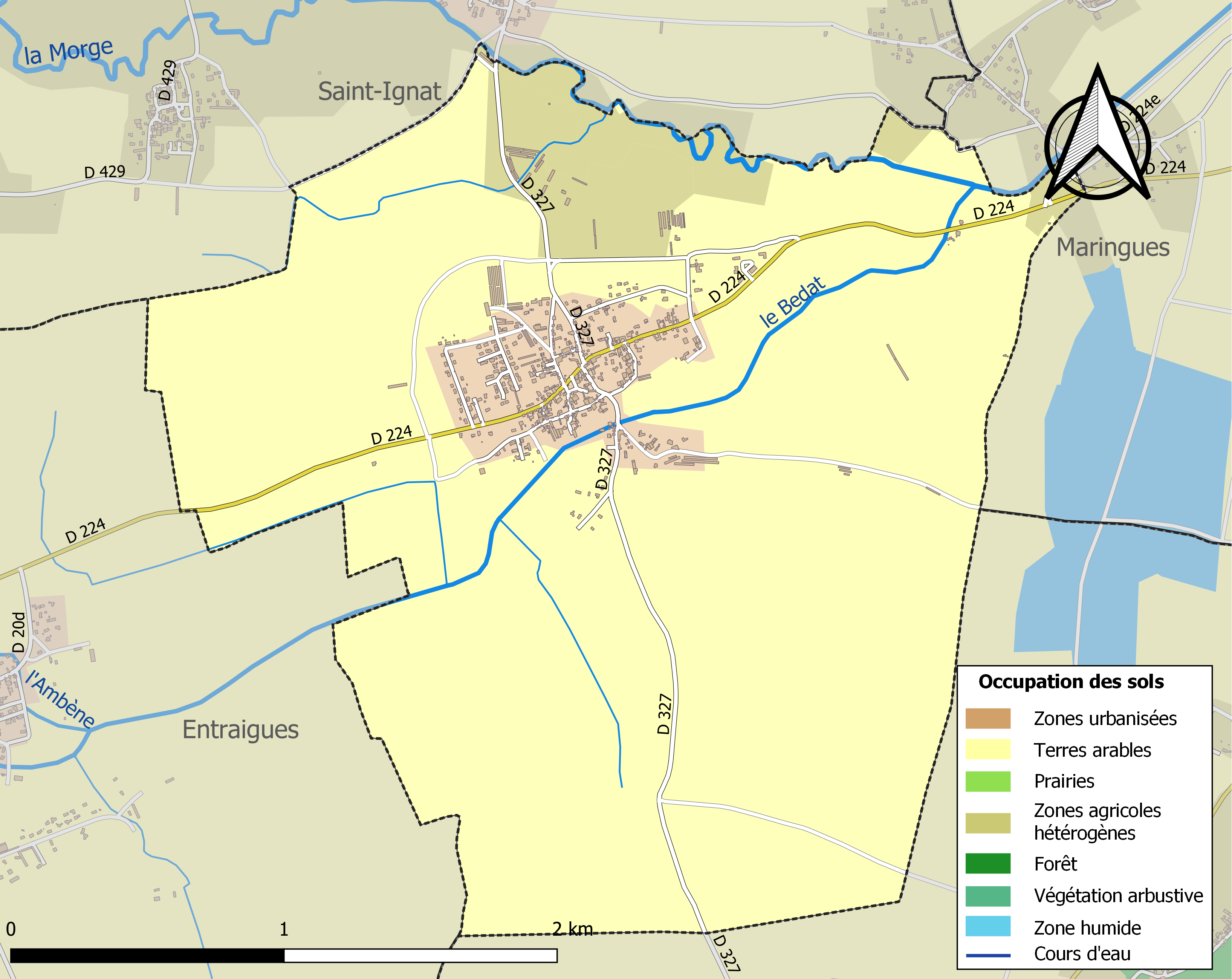
Carte des infrastructures et de l'occupation des sols de la commune en 2018 (CLC).

### Voies de communication et transports
Le territoire communal est traversé par les routes départementales 224 (reliant Riom et Ennezat à Maringues) et 327 de Saint-Ignat à Joze.
Saint-Laure est desservie par le transport à la demande du réseau RLV Mobilités permettant aux usagers de rejoindre Ennezat, Riom ou tout autre point d'arrêt de la zone TAD 2 couvrant les communes de l'est de la communauté d'agglomération.

## Histoire
Des trouvailles au lieu-dit Coussière montrent un habitat à l'âge du bronze. Présence également d'un site gallo-romain.
La Révolution eut un retentissement inattendu avec l'élection, en 1790, du curé Ch. Trincard qui refusera de prêter serment à la Constitution civile du clergé.
En 1816, le maire et les habitants de la commune adressent une pétition à la Chambre des députés des départements pour demander à être incorporés dans le canton de Maringues. Sur un rapport du prince de Chimay, député des Ardennes, la Chambre décide d'envoyer la pétition au ministre de l'Intérieur lors de la séance du 26 mars 1816 mais la commune restera finalement dans le canton d'Ennezat alors qu'elle est limitrophe de Maringues. Depuis fin mars 2015, à la suite du redécoupage des cantons du département, la commune est rattachée au canton d'Aigueperse.
Le 26 novembre 1991, une femme a été tuée à son domicile à Clermont-Ferrand. Le meurtrier présumé, son ex-mari, dentiste stomatologue installé en Italie, avait fait héberger chez une amie à lui, dans la commune de Saint-Laure, un commando de la mafia calabraise dans ce petit village de 300 habitants !

## Politique et administration
| Période                                  | Période                         | Identité            | Étiquette | Qualité           |
| ---------------------------------------- | ------------------------------- | ------------------- | --------- | ----------------- |
| Les données manquantes sont à compléter. |                                 |                     |           |                   |
| avant 1981                               | ?                               | M. Henri Maury      |           |                   |
| 2008                                     | 2014                            | M. Michel Pradel    |           |                   |
| 2014                                     | 2020                            | Mme Florence Plane  |           |                   |
| 2020                                     | En cours (au 11 septembre 2020) | Grégory Villafranca | PS        | Cadre territorial |

## Population et société

### Démographie
L'évolution du nombre d'habitants est connue à travers les recensements de la population effectués dans la commune depuis 1793. Pour les communes de moins de 10 000 habitants, une enquête de recensement portant sur toute la population est réalisée tous les cinq ans, les populations de référence des années intermédiaires étant quant à elles estimées par interpolation ou extrapolation. Pour la commune, le premier recensement exhaustif entrant dans le cadre du nouveau dispositif a été réalisé en 2008.

En 2022, la commune comptait 694 habitants, en évolution de +7,26 % par rapport à 2016 (Puy-de-Dôme : +2,1 %, France hors Mayotte : +2,11 %).
| 1793 | 1800 | 1806 | 1821 | 1831 | 1836 | 1841 | 1846 | 1851 |
| ---- | ---- | ---- | ---- | ---- | ---- | ---- | ---- | ---- |
| 566  | 731  | 685  | 659  | 630  | 635  | 621  | 638  | 649  |

| 1856 | 1861 | 1866 | 1872 | 1876 | 1881 | 1886 | 1891 | 1896 |
| ---- | ---- | ---- | ---- | ---- | ---- | ---- | ---- | ---- |
| 643  | 660  | 623  | 620  | 572  | 564  | 500  | 535  | 492  |

| 1901 | 1906 | 1911 | 1921 | 1926 | 1931 | 1936 | 1946 | 1954 |
| ---- | ---- | ---- | ---- | ---- | ---- | ---- | ---- | ---- |
| 481  | 442  | 427  | 373  | 356  | 342  | 309  | 291  | 289  |

| 1962 | 1968 | 1975 | 1982 | 1990 | 1999 | 2006 | 2008 | 2013 |
| ---- | ---- | ---- | ---- | ---- | ---- | ---- | ---- | ---- |
| 250  | 212  | 221  | 269  | 295  | 358  | 423  | 442  | 633  |

| 2018 | 2022 | - | - | - | - | - | - | - |
| ---- | ---- | - | - | - | - | - | - | - |
| 658  | 694  | - | - | - | - | - | - | - |

### Enseignement
Saint-Laure dépend de l'académie de Clermont-Ferrand. Il n'existe aucune école.
Les collégiens se rendent à Maringues. Les lycéens se rendent à Riom pour les filières générales ou STMG, à Riom ou Thiers pour la filière STI2D.

## Culture et patrimoine

### Lieux et monuments

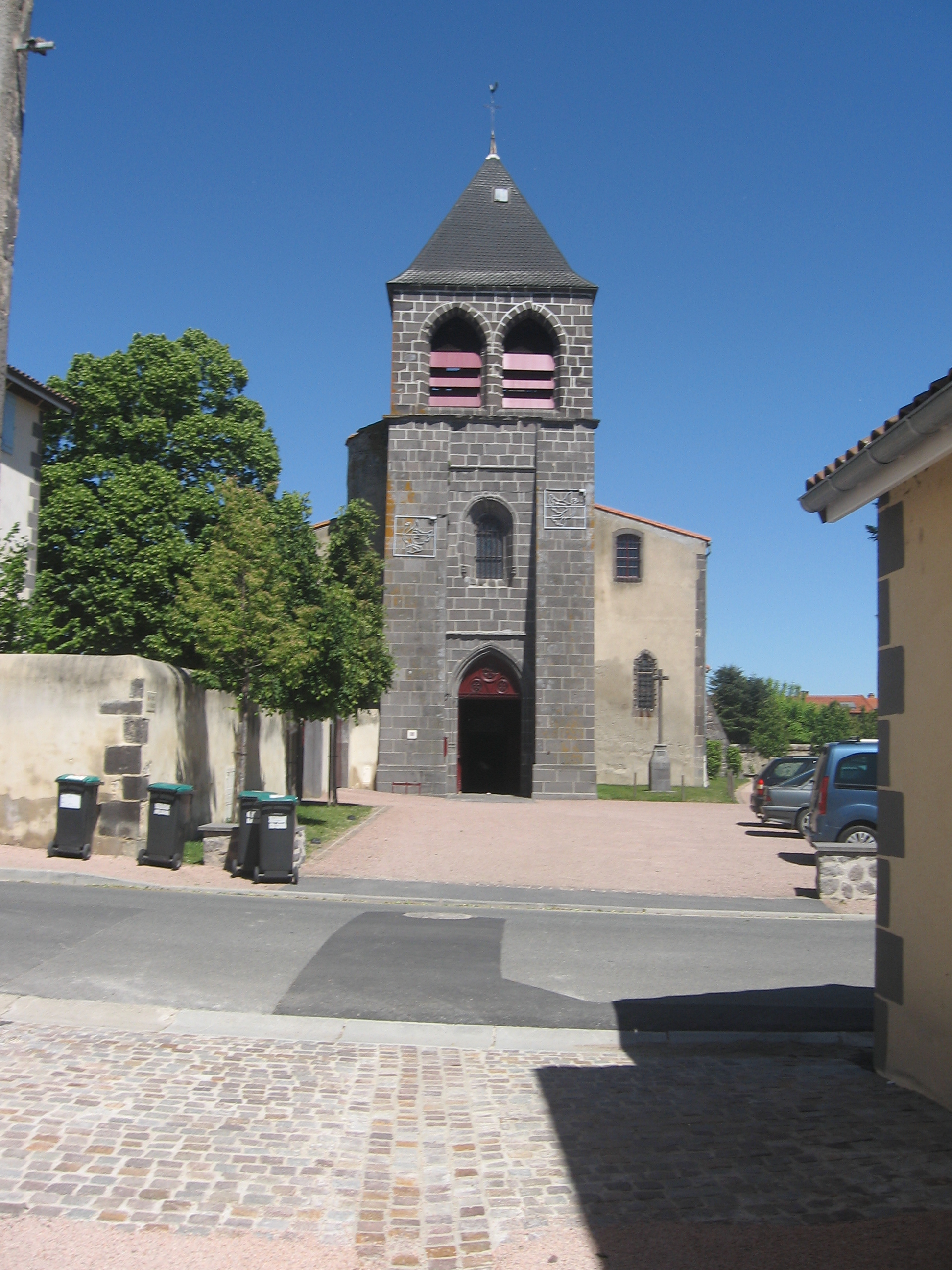
Église.

Saint-Laure compte un édifice inscrit aux monuments historiques : le pigeonnier, propriété d'une personne privée, est inscrit en 1988.

### Personnalités liées à la commune
Décédé le 7 mars 1985, Marcel Laurent est mis en terre limagnienne à Saint-Laure, où son père était né en 1822. Il y obtint le certificat d'études primaires en 1924. De retour dans les années soixante, cet écrivain paysan auvergnat, ex-professeur de lettres, y rédigea ses ouvrages d'histoire locale, pamphlets, essais, critiques littéraire et artistique ; en 1972, il publie à compte d'auteur Saint-Laure, commune de Limagne.